# Secretário da Energia dos Estados Unidos
O Secretário da Energia dos Estados Unidos é um cargo público do governo federal dos Estados Unidos que faz parte do Gabinete Presidencial e atua como chefe do Departamento da Energia. A posição foi formalmente criada em 1 de outubro de 1977 com a criação do departamento pelo presidente Jimmy Carter, que assinou o Decreto da Organização da Energia.
O cargo originalmente focava-se na regulamentação e desenvolvimento da energia. Sua ênfase mudou para o desenvolvimento de tecnologias que gerissem os recursos energéticos melhor e mais eficiente, além de educação energética. A atenção do departamento mudou para gestão de resíduos radioativos e manutenção da qualidade ambiental ao fim da Guerra Fria.
O primeiro secretário foi James R. Schlesinger, um Republicano que foi nomeado para o cargo pelo presidente Democrata Jimmy Carter, a única instância em que um presidente nomeou alguém do partido da oposição para este posto. Schlesinger também é o único secretário a ser demitido. O atual secretário é Chris Wright.

## Armas nucleares
Além das responsabilidades relacionadas à geração e ao uso de energia, o secretário é o mais alto oficial, além do presidente dos Estados Unidos e do secretário de Defesa, com responsabilidade primária sobre as aproximadamente 3.800 armas nucleares viáveis do país. Esse arranjo tem o objetivo de manter o controle civil total sobre as armas estratégicas, exceto quando o presidente determinar seu uso militar específico.
O Departamento de Energia é responsável pela construção, manutenção e descarte de todas as armas nucleares do arsenal dos Estados Unidos, além de garantir sua segurança quando não estão ativamente implantadas para serviço militar.
Sob os termos de vários tratados sucessivos, mais recentemente o New START, os Estados Unidos reduziram seu arsenal estratégico para 1.500 armas implantadas. Como resultado, muitos sistemas de armas mais antigos foram desmontados ou estão programados para desmonte, com seu combustível radioativo central – geralmente plutônio – sendo reprocessado para uso como combustível de reator ou para exploração espacial.